# Type Dangerous
«Type Dangerous» es una canción de la cantautora estadounidense Mariah Carey. Fue publicada el 6 de junio de 2025 como el primer sencillo de su próximo decimosexto álbum de estudio, a través del sello Gamma. Carey coescribió y coprodujo el tema junto a Anderson Paak, NWi y Daniel Moore. Es una composición de hip hop soul y R&B, con elementos de soul y música pop, construida sobre una base de new jack swing e incluye un sample del tema «Eric B. Is President» del dúo Eric B. & Rakim, lanzado en 1987. Su letra explora la atracción hacia alguien potencialmente peligroso, y Carey ha descrito el tema como el inicio de una nueva etapa creativa en su carrera.

## Antecedentes y publicación
El 3 de junio de 2025, Carey anticipó el lanzamiento del sencillo a través de un breve video en sus redes sociales, en el que se la ve escuchando una pista titulada «T:D_MC16.mp3» mientras está sentada en un automóvil con la matrícula «MC16», lo que generó especulaciones sobre la llegada de un próximo álbum de estudio. Poco después se anunció oficialmente el sencillo bajo el título «Type Dangerous», con fecha de lanzamiento programada para el 6 de junio.
En un comunicado de prensa, Carey expresó su entusiasmo por la publicación del tema, al que describió como el inicio de un nuevo capítulo, y señaló que había pasado una cantidad considerable de tiempo en el estudio trabajando en nuevo material. El sencillo marcó su primer lanzamiento en solitario desde «In the Mix» en 2019, y llegó tras su álbum Caution de 2018, así como un periodo centrado en promociones estacionales y reediciones conmemorativas de trabajos anteriores. Entre ellas destacó una edición expandida de The Emancipation of Mimi, publicada unas semanas antes, en mayo de 2025, con motivo del vigésimo aniversario del álbum.

## Composición y letras
«Type Dangerous» es una canción de R&B, producida por ella junto a NWi y Daniel Moore. El tema incluye un sample del clásico del hip hop de 1986 «Eric B. Is President», del dúo Eric B. & Rakim, con una producción basada en la percusión, que fusiona elementos de new jack swing, soul y música pop. Este tema de hip hop soul «se pavonea con seguridad y estilo», mientras Carey expresa una atracción hacia alguien que podría representar un problema, aunque del tipo que ella está dispuesta a aceptar. La letra aborda el rechazo a los haters y a las complicaciones innecesarias, y refleja el deseo de la cantante de tener una pareja que esté a su altura, quizá alguien con un carácter «peligroso» o desafiante.

## Videoclip
El videoclip de «Type Dangerous» fue dirigido por Joseph Kahn y tenía previsto su estreno para el 13 de junio; sin embargo, debido a ajustes de edición, su lanzamiento se retrasó un día y se publicó finalmente el 14 de junio. Antes de su estreno, Kahn anticipó que el video contendría una «sorpresa que sacudiría la tierra». En el video, Carey atraviesa una serie de encuentros con diferentes pretendientes, descartándolos uno tras otro en siete actos distintos. Entre los personajes que aparecen se encuentran arquetipos como Mr. Player, Mr. Danger, Mr. Traitor, Mr. Racer, Mr. Dealer y finalmente Mr. Beast, todos los cuales son rechazados y «desaparecidos» por la cantante. El youtuber estadounidense MrBeast hace una aparición especial interpretando su propia versión de «Mr. Beast». La periodista Ashley Iasimone, de Billboard, opinó que el video captura tanto el glamur característico de Carey como su sentido del humor. La producción incorpora escenas de acción, imágenes generadas por computadora y vehículos eléctricos de lujo de la marca Faraday Future.

## Interpretaciones en directo
El 9 de junio de 2025, Carey interpretó «Type Dangerous» por primera vez durante la edición 2025 de los BET Awards, como parte de un popurrí junto a su éxito «It's Like That». La presentación contó con la participación de Rakim —cuyo tema «Eric B. Is President» fue muestreado en la canción—, quien se unió a Carey sobre el escenario, mientras que Anderson .Paak la acompañó en la batería. La canción también formó parte del repertorio de Carey en el Capital's Summertime Ball, celebrado en el Estadio de Wembley el 15 de junio de 2025.

## Desempeño comercial
En los Estados Unidos, «Type Dangerous» debutó en la posición número 95 del Billboard Hot 100, convirtiéndose en la quincuagésima canción de Carey en ingresar a dicha lista. Fue además su primera entrada nueva desde la remezcla de «Oh Santa!» junto a Jennifer Hudson y Ariana Grande en 2020, su primera aparición no estacional desde «I Don’t» con YG en 2017, y su primer sencillo en solitario en diez años, desde «Infinity» en 2015. La canción también alcanzó el puesto número 24 en el listado Hot R&B/Hip-Hop Songs.
«Type Dangerous» se convirtió en el sencillo más exitoso de Carey en las emisoras de radio estadounidenses en más de una década. Es su canción mejor posicionada en los formatos de Hot Adult Contemporary desde «We Belong Together» en 2005, su tema de mayor éxito en la lista R&B/Hip-Hop Airplay desde «Touch My Body» en 2008, su canción con mejor rendimiento en emisoras de rhythmic contemporary desde «#Beautiful» en 2013, y su sencillo con mayor acogida en los formatos pop desde «You're Mine (Eternal)» en 2014.

## Posicionamiento en listas
| Lista                                  | Mejor posición |
| -------------------------------------- | -------------- |
| Japan Hot Overseas (Billboard Japan)   | 12             |
| New Zealand Hot Singles (RMNZ)         | 15             |
| UK Singles Sales (OCC)                 | 9              |
| Estados Unidos (Billboard Hot 100)     | 95             |
| Estados Unidos (Adult Top 40)          | 30             |
| Estados Unidos (Hot R&B/Hip-Hop Songs) | 24             |
| Estados Unidos (Mainstream Top 40)     | 38             |
| Estados Unidos (Rhythmic)              | 31             |